# Satsuki Yukino
Pour les articles homonymes, voir Inoue et Yuki Inoue (homonymie).
Yuki Inōe, connue sous le pseudonyme de Satsuki Yukino (雪野 五月, Yukino Satsuki, auparavant avec les kanjis 雪乃五月), est une actrice et seiyū japonaise née le 25 mai 1970.

## Rôles notables
- .hack//Roots (TV) : Midori
- Angelic Layer (TV) : Tamayo Kizaki
- Arcade Gamer Fubuki (TV) : Alka
- Area 88 (TV) : Ryoko Tsugumo
- Azumanga Web Daioh (ONA) : Koyomi Mizuhara
- Babel II - Beyond Infinity (TV) : Reika Saeki
- Babylon : Ai Magase
- Bleach (TV) : Shihōin Yoruichi (forme humaine)
- Bleach - The Sealed Sword Frenzy (OAV) : Shihōin Yoruichi (forme humaine)
- Bleu indigo (TV, OAV) : Tina Foster
- Bubblegum Crisis: Tokyo 2040 (TV) : Sylia Stingray
- Canary (OAV) : Chigasaki Megumi
- Captain Tsubasa: Road to 2002 (TV) : Misaki Taro (enfant)
- Chibi Maruko-chan (TV) : Rie-chan
- Clannad (TV, OAV) : Sagara Misae
- Claymore : Rafaela
- Cooking Master Boy (TV) : Meili
- Cyborg 009 The Cyborg Soldier (TV) : Cyborg 003/Francoise Arnoul
- D.Gray-man (TV) : Moore
- Duel Masters (TV) : la mère de Kirifuda
- Excel Saga (TV) : Ropponmatsu
- Full Metal Panic! (TV) : Kaname Chidori
- Full Metal Panic! The Second Raid (TV) : Kaname Chidori
- Full Metal Panic? Fumoffu (TV) : Kaname Chidori
- Gaiking (TV 2) : Shizuka Fujiyama
- Gallery Fake (TV) : Sayoko Mitamura
- Generator Gawl (TV) : Masami
- Genshiken (TV, OAV) : Saki Kasukabe
- Gintama (TV, OAV) : Shimura Otae
- Girl's High (TV) : Akari Koda
- Gosick (TV) : Jacqueline de Signore
- Great Dangaioh (TV) : Shima Ryūko
- GUNxSWORD (TV) : Yukiko Stevens
- Higurashi no Naku Koro ni (TV) : Mion Sonozaki; Shion Sonozaki
- Hitsuji no Uta (OAV) : Shō Yaegashi
- Inu-Yasha (TV) : Kagome Higurashi
- Inuyasha Meguri Au Mae no Unmei Koiuta (special) : Kagome Higurashi
- Inuyasha the Movie 2: The Castle Beyond the Looking Glass : Kagome Higurashi
- InuYasha the Movie 3: Swords of an Honorable Ruler : Kagome Higurashi
- Inuyasha the Movie 4: Fire on the Mystic Island : Kagome Higurashi
- Inuyasha the Movie: Affections Touching Across Time : Kagome Higurashi
- Jinki:Extend (TV) : Shizuka Tsuzaki
- Jojo's Bizarre Adventure : Nena
- Kiko-chan Smile (TV) : Kiko-chan; Hiibaa; Sentarō
- Last Exile (TV) : Madame Madosein
- Love Hina (TV) : Mutsumi Otohime
- Love Hina Again (OAV) : Mutsumi Otohime
- Love Hina Final (special) : Mutsumi Otohime
- Love Hina Spring Special - I wish Your Dream : Mutsumi Otohime
- Love Hina X'mas Special - Silent Eve : Mutsumi Otohime
- Madlax (TV) : Vanessa Rene
- Maetel Legend (OAV) : Maetel
- Mirmo Zibang! (TV) : Haruka Moroshita (Charming Edition characters)
- Monkey Magic (TV) : Motte
- One Piece : Koala
- Orphen (TV) : Mariaberu
- Pani Poni Dash! (TV) : Rei Tachibana
- PetoPeto-san (TV) : Mrs. Asuka Yuri
- Planetes (TV) : Ai Tanabe
- Pretear (TV) : Mayune Awayuki
- R.O.D -The TV- : Nenene Sumiregawa
- Ragnarök the Animation (TV) : Tis
- Rave (TV) : Cattleya Glory
- Reign: The Conqueror (TV) : Eurydice
- Rinne (TV) : Tamako
- Rumiko Takahashi Anthology (TV) : Mrs. Kobato (ep 8); Yukari (ep 2); Emiri (ep 3); Koizumi (ep 7)
- Samurai Girl Real Bout High School (TV) : Azumi Kiribayashi
- Sailor Moon Crystal : Koan Ayakashi
- Shin Megami Tensei Devil Children (TV) : Hippou
- Shin Megami Tensei Devil Children: Light & Dark (TV) : Hippou
- Sol Bianca: The Legacy (OAV) : Chris
- Soreike! Anpanman (TV) : Note chan; Satoimo chan
- Spikeout Digital Battle Online / Final Edition : Linda
- Starship Girl Yamamoto Yohko (TV) : Momiji Kagariya
- Stratos4 (TV, OAV) : Betty Bozeman
- Submarine Super 99 (TV) : ZeStrogâ
- Super Doll Licca-chan (TV) : Hide
- Takoyaki Mant-Man (TV) : Red
- TANK S.W.A.T. 01 (OAV) : Leona Ozaki
- Tantei Gakuen Q (TV) : Yukihira-san
- The Doraemons: The Great Operation of Springing Insects (film) : Girl
- The Law of Ueki (TV) : Maririn
- Trigun (TV) : Milly Thompson
- Uchū Kōkyōshi Maetel ~Ginga Tetsudo 999 Gaiden~ (TV) : Maetel
- Ultra Maniac (OAV) : Ayu Tateishi
- Utawarerumono (TV) : Sopoku
- Virgin Fleet (OAV) : Satsuki Yukimizawa
- X (TV, OAV) : Hokuto Sumeragi
- Yoshimoto Muchikko Monogatari (TV) : Shakutorimushi Brothers Tanaka
- You're Under Arrest (TV) : Kasumi
- Zatch Bell (TV) : Yūta Akiyama

### Voix françaises
En France et en Belgique, Maelys Ricordeau est la voix française la plus régulière de Satsuki Yukino depuis le rôle de Kagome dans Inuyasha. Elle s'est aussi chargée de la doublée dans Saint Seiya Omega et Sailor Moon Crystal.